# Thalheim an der Thur
Thalheim an der Thur är en ort och kommun i distriktet Andelfingen i kantonen Zürich, Schweiz. Kommunen har 1 026 invånare (2023).
I kommunen finns också orten Gütighausen.